# Augustin z Canterbury
Svatý Augustin z Canterbury (kolem roku 546, Itálie – 26. května 604? Canterbury) byl benediktinský mnich italského původu, jehož papež svatý Řehoř Veliký poslal na misie do Anglie a roku 597 ustanovil arcibiskupem v Canterbury. V katolickém liturgickém kalendáři se slaví svátek sv. Augustina v den jeho úmrtí, 26. května. Je označován jako Apoštol Angličanů a zakladatel anglické církve.

## Život
Augustin vstoupil do benediktinského kláštera svatého Ondřeje v Římě na pahorku Caelius, který byl majetkem rodiny papeže svatého Řehoře Velikého, a později se zde stal opatem.

### Misie mezi Anglosasy
Roku 596 vyslal Řehoř Veliký Augustina spolu se čtyřiceti dalšími mnichy do Británie s úkolem pokřtít zdejší anglosaské obyvatelstvo. Anglosaské prostředí se s křesťanstvím již setkalo, a to prostřednictvím misií iroskotských mnichů. Jejich křesťanství však mělo poněkud jiný charakter než náboženství šířené z Říma.
Augustinovi se hned roku 597 podařilo pro římské křesťanství získat jednoho ze zdejších vládců, kentského krále sv. Æthelberhta, jehož franská manželka Bertha křesťankou již byla a začala s misionáři spolupracovat. Roku 601 jmenoval Řehoř Augustina prvním arcibiskupem v Canterbury (tedy prvním arcibiskupem na půdě Británie vůbec). Augustin poté zřídil v Kentu dvě sufragánní diecéze, které se nacházely v Rochesteru a Londýně. Kromě toho založil v Canterbury benediktinský klášter, v němž měli být vzděláváni budoucí kněží.
Po smrti byl Augustin pohřben v kostele sv. Petra a Pavla (později chrám sv. Augustina) v Canterbury, který vystavěl král svatý Æthelberht. Pokřtění kentských vládců nebylo trvalé, Æthelberhtův syn král Eadbald se po otcově smrti k pohanství na čas vrátil.

## Umělecká ztvárnění
Augustin z Canterbury je zobrazen na vitrajích katedrály v Canterbury a freskách římského kostela sv. Řehoře, které namaloval Viviano da Urbino.